# Auxillia Mnangagwa
Auxillia C. Mnangagwa (Mazowe, 25 de marzo de 1963) es una política zimbabuense y la primera dama de Zimbabue desde noviembre de 2017 como la esposa del presidente de Zimbabue Emmerson Mnangagwa. Después de pasar más de diez años en el Ministerio de Recursos Humanos y Desarrollo, se unió a la oficina del primer ministro en 1992. Fue elegida como miembro del Parlamento de Zimbabue por parte del ZANU-PF en 2015, sirviendo para el mismo grupo con su marido después de que se convirtió en el vicepresidente de la República de Zimbabue bajo Robert Mugabe.

## Biografía
Nacida el 25 de marzo de 1963 en el distrito de Mazowe en la provincia de Mashonalandia Central, Auxillia era la segunda hija de una familia de cinco. Ella fue criada en una granja en Chiesche, donde asistió a la escuela primaria y secundaria. Sus padres se divorciaron cuando estaba en el tercer grado.
Después de completar un curso de secretaría en la Silveira House, Chishawasha, en 1981, trabajó para el Ministerio de Recursos Humanos y Desarrollo bajo la dirección de Edgar Tekere. Ingresó a la política en 1982, y posteriormente ascendió al politburó.
Desde 1992, fue asignada a la oficina del Primer Ministro, uniéndose a la Organización Central de Inteligencia (servicio de inteligencia de Zimbabue) en 1997. Algunos informes sostienen que desde 1992, actuando como oficial de seguridad de alto nivel en el Hotel Sheraton, proporcionó información a Mugabe sobre Emmerson Mnangagwa, quien era entonces el jefe de facto de la Organización Central de Inteligencia. Ella niega estas aseveraciones.
En 1997, comenzó a estudiar en el departamento de Medio Ambiente y Turismo en la Universidad de Zimbabue. Se fue a Suiza dos años más tarde, se graduó en Administración de Hotelería y Turismo en 2001. A su regreso a Zimbabue, se unió al departamento de finanzas de Zanu-PF en Kwekwe. Después de un intento fallido de representar al Zanu-PF en su natal Mazowe Central, se unió al Comité Central del partido en 2009. En nombre de Zanu-PF, montó y creó una serie de bancos de mujeres en Silobela, Zhombe, Kwekwe y Chirumanzu-Zibagwe en la provincia de Midlands de Zimbabue.>
Tras el nombramiento de su marido como vicepresidente, salió elegida como miembro del parlamento por Chirumhanzu-Zibagwe. Después del retiro de los otros dos candidatos, ganó las elecciones parciales primarias en 2015.

## Vida personal
Se cree que se casó Emmerson Mnangagwa en 1984, convirtiéndose en su tercera esposa. Tienen tres hijos juntos: Emmerson, Sean y Collin.